# العلاقات الأمريكية الليبية
العلاقات الأمريكية الليبية اليوم ودية ومتعاونة، مع التعاون الأمني القوي بشكل خاص فقط بعد هجوم عام 2012 على مكتب الاتصال الأمريكي أو البعثة في بنغازي.
ومع ذلك، وعلى مدى عقود قبل الحرب الأهلية الليبية 2011، لم تكن البلدان على علاقة جيدة واشتبكت مع بعضها البعض في العديد من المناوشات العسكرية. ومولت الحكومة الليبية لمعمر القذافي عمليات إرهابية ضد الولايات المتحدة، وأبرزها التفجير الذي وقع في ملهى ليلي ببرلين في عام 1986، والذي ردت عليه الولايات المتحدة بقصف ليبيا، وتفجير لوكربي في عام 1988.
عندما اندلعت الحرب الأهلية الليبية في عام 2011، شاركت الولايات المتحدة في تدخل عسكري في النزاع، وساعدت المتمردين المناهضين للقذافي في شن غارات جوية ضد الجيش الليبي. ومع نجاح الحرب والإطاحة بالقذافي، قال الرئيس الأمريكي باراك أوباما إن الولايات المتحدة «ملتزمة تجاه الشعب الليبي»، ووعد بإقامة شراكة جديدة لإقامة دولة ليبية جديدة. ووفقا لاستطلاع أجرته مؤسسة غالوب في عام 2012، فإن 54% من الليبيين يوافقون على قيادة الولايات المتحدة، مقارنة بنسبة 22% فقط و19% لموافقة كل من الصين وروسيا، ويقول 75% من الليبيين إنهم وافقوا على التدخل العسكري لحلف شمال الأطلسي في الحرب الأهلية.
بدأت الولايات المتحدة بقصف ليبيا مرة أخرى في 1 أغسطس 2016 بإذن من حكومة الوفاق الوطني، كجزء من التدخل العسكري ضد تنظيم الدولة الإسلامية.

## التاريخ

### المملكة الليبية (1951–1969)

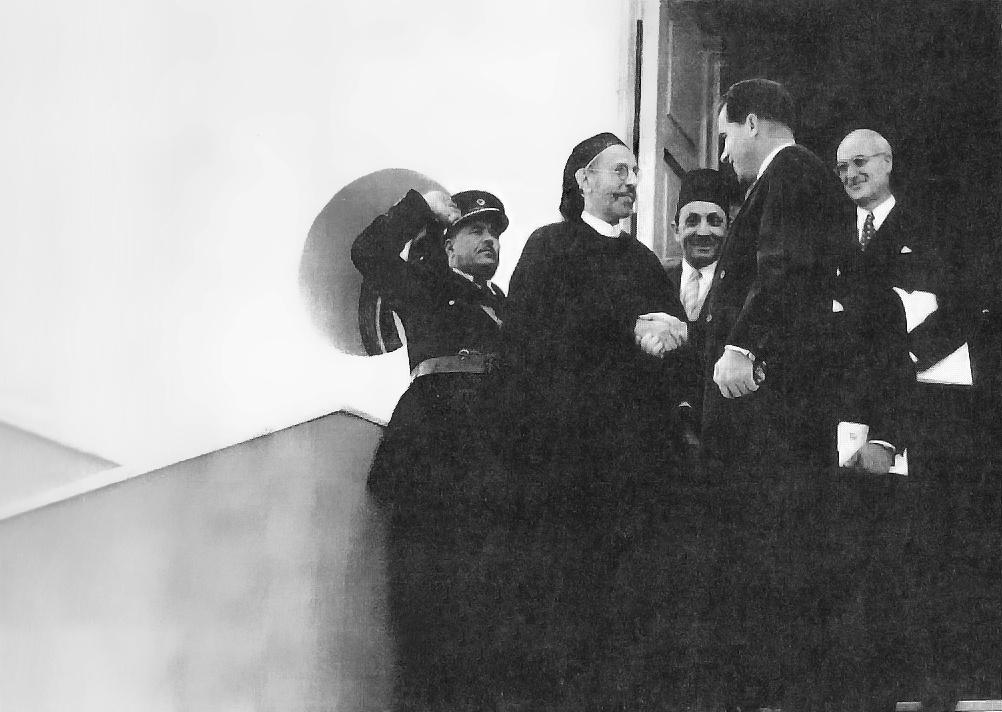
نائب الرئيس ريتشارد نيكسون، الملك إدريس، ملك ليبيا، في عام 1957. سعى الملك إلى إقامة علاقات ودية مع الولايات المتحدة.

في أعقاب احتلال إيطاليا الاستعماري لليبيا والاحتلال الألماني أثناء الحرب العالمية الثانية، استأجرت الولايات المتحدة قاعدة ويلوس الجوية الهامة من الناحية الاستراتيجية من مملكة ليبيا. أيدت الولايات المتحدة قرار الأمم المتحدة الذي ينص على الاستقلال الليبي في عام 1951، وبالتالي رفعت مركز مكتبها في طرابلس من القنصلية العامة إلى مفوضية. وفتحت ليبيا مفوضية في واشنطن العاصمة في عام 1954. وقام كلا البلدين لاحقا برفع بعثاتهما إلى مستوى السفارة.
تم اكتشاف النفط في ليبيا في عام 1959، وما كان واحدا من أفقر بلدان العالم أصبح ثريا نسبيا. واصلت الولايات المتحدة، بصفة عامة، علاقة حميمة مع ليبيا واتبعت سياسات تركز على المصالح في العمليات في قاعدة ويلوس الجوية والمصالح النفطية الكبيرة للولايات المتحدة. وخلال أوائل الستينات، سُمح لكثير من أطفال موظفي النفط الأمريكيين الذين أوفدوا لتطوير المنشآت وخطوط الأنابيب في مجال النفط بحضور مرفق المدارس الثانوية في ويلوس، وهم عادة ركبوا حافلات من مناطق سكنية في طرابلس أو بالقرب منها. وكان على الدروس أن تتوقف لفترة وجيزة في الوقت الذي أخذت فيه الطائرات الكبيرة تقلع.
وانخفضت القيمة الاستراتيجية لويلوس كقاعدة للقاذفات بفضل تطوير الصواريخ النووية، وعملت ويلوس كمرفق لتدريب المقاتلات التكتيكية في ستينات القرن الماضي. في سبتمبر 1969، أطيح بالملك إدريس من قبل مجموعة من الضباط العسكريين المتمركزين حول معمر القذافي. قبل الثورة، كانت الولايات المتحدة وليبيا قد توصلتا بالفعل إلى اتفاق بشأن انسحاب الولايات المتحدة من ويلوس، وهذا سار حسب الخطة، وتم تسليم المنشأة إلى السلطات الليبية الجديدة في 11 يونيو 1970.

### ليبيا تحت حكم القذافي (1969–2011)
بعد انقلاب معمر القذافي في عام 1969، أصبحت العلاقات بين الولايات المتحدة وليبيا متوترة بصورة متزايدة عندما قام القذافي بإزالة شركات النفط الأمريكية عن طريق تأميم صناعة النفط. وفي عام 1972، استدعت الولايات المتحدة سفيرها. فرضت ضوابط على الصادرات من الطائرات العسكرية والمدنية خلال السبعينات، وسُحب موظفو سفارة الولايات المتحدة من طرابلس بعد أن هاجم غوغاء واشعلوا النار في السفارة في ديسمبر 1979. وقد حددت حكومة الولايات المتحدة ليبيا «الدولة الراعية للإرهاب» في ديسمبر 1979. وطوال فترة السبعينات، كان القذافي مناصرا صريحا للفلسطينيين وللحكومات العربية المعادية لإسرائيل، ودعم الدول العربية خلال حرب يوم الغفران والحظر النفطي العربي.

#### حادث خليج السدرة
في 19 أغسطس 1981، وقع حادث خليج السدرة. أطلقت طائرتان عسكريتان ليبيتان من طراز سوخوي-22 النار على الطائرات الأمريكية التي شاركت في مناورة بحرية روتينية على المياه الدولية للبحر الأبيض المتوسط التي تطالب بها ليبيا. وردت الطائرات الاميركية باطلاق النار واسقطت الطائرات الليبية المهاجمة. وفي ديسمبر 1981، أبطلت وزارة الخارجية جوازات السفر الخاصة بالولايات المتحدة للسفر إلى ليبيا، ولغرض السلامة، نصحت جميع مواطني الولايات المتحدة في ليبيا بالمغادرة. وفي مارس 1982، حظرت حكومة الولايات المتحدة استيراد النفط الخام الليبي إلى الولايات المتحدة الأمريكية ووسعت نطاق الضوابط المفروضة على السلع التي مصدرها الولايات المتحدة والتي يراد تصديرها إلى ليبيا. ويلزم الحصول على تراخيص لجميع المعاملات، باستثناء الأغذية والأدوية. وفي مارس 1984، تم توسيع نطاق ضوابط التصدير الخاصة بالولايات المتحدة لتحظر التصدير في المستقبل إلى مجمع رأس لانوف البتروكيماويات. وفي أبريل 1985، حظر تمويل جميع عمليات التصدير والاستيراد المصرفية.
فرضت الولايات المتحدة جزاءات اقتصادية إضافية على ليبيا في يناير 1986، بما في ذلك فرض حظر شامل على التجارة المباشرة في الواردات والصادرات، والعقود التجارية، والأنشطة المتصلة بالسفر. وبالإضافة إلى ذلك، جمدت أصول الحكومة الليبية في الولايات المتحدة. وعندما أبلغ عن وجود تواطؤ ليبي في التفجير الذي وقع في ملهى ليلي ببرلين في عام 1986، والذي أدى إلى مقتل جنديين أمريكيين، ردت الولايات المتحدة بشن هجوم جوي بالقنابل ضد أهداف بالقرب من طرابلس وبنغازي في أبريل 1986 (انظر عملية إلدورادو كانيون). لقي ما لا يقل عن 15 شخصا مصرعهم في الغارات الجوية الأمريكية على ليبيا – بما في ذلك ابنة الزعيم الليبي العقيد معمر القذافي بالتبني وعمرها 15 شهرا – وأصيب أكثر من 100 شخص بجروح. وفي وقت لاحق، حافظت الولايات المتحدة على عمليات الحظر التي تفرضها على التجارة والسفر ورفعت الضغط الدبلوماسي والاقتصادي لمواجهة ليبيا. وقد ساعد هذا الضغط على التوصل إلى تسوية لوكربي وتخلي ليبيا عن قذائف أسلحة الدمار الشامل والقذائف الخاضعة لمراقبة تكنولوجيا القذائف.
في عام 1991، اتهم مدعون فيدراليون اثنان من عملاء المخابرات الليبية في الولايات المتحدة واسكتلندا بالتورط في تفجير طائرة بان أم الرحلة 103 في ديسمبر عام 1988 بالقرب من لوكربي باسكتلندا. وفي يناير من عام 1992، وافق مجلس الأمن الدولي على القرار رقم 731 الذي يطالب ليبيا بتسليم المشتبه فيهم، والتعاون مع تحقيقات بان أم 103، ويو تي إيه 772، ودفع تعويضات لأسر الضحايا، ووقف جميع أشكال الدعم للإرهاب. وأدى رفض ليبيا الالتزام بالموافقة على قرار مجلس الأمن الدولي رقم 748 في 31 مارس 1992 إلى فرض عقوبات تهدف إلى تحقيق الامتثال الليبي. وأدى استمرار التحدي الليبي إلى تمرير قرار مجلس الأمن رقم 883 – تجميد أصول محدود وفرض حظر على معدات نفطية مختارة – في نوفمبر 1993.
في مارس 2003، اتصلت طرابلس سرا بواشنطن ولندن بعرض للكشف عن نطاق برامجها لأسلحة الدمار الشامل. وأدى ذلك إلى إجراء مفاوضات سرية في ليبيا، أسفرت بدورها، في 19 ديسمبر، عن الكشف العلني عن مدى ما لديها من بحوث وقدرات في مجال أسلحة الدمار الشامل. وكانت العقوبات الدولية قد رفعت في 12 سبتمبر 2003 بعد أن أوفت ليبيا بجميع متطلبات قرار مجلس الأمن المتعلقة بتفجير لوكربي، بما في ذلك التخلي عن الإرهاب وقبول المسؤولية عن تصرفات مسؤوليها ودفع تعويضات مناسبة لعائلات الضحايا.

#### تطبيع العلاقات
وقد تعاونت حكومة القذافي، بعد إعلانها العلني المؤرخ ديسمبر 2003، مع الولايات المتحدة والمملكة المتحدة والوكالة الدولية للطاقة الذرية ومنظمة حظر الأسلحة الكيميائية في سبيل هذه الأهداف. ووقعت ليبيا أيضا على البروتوكول الإضافي للوكالة الدولية للطاقة الذرية، وأصبحت دولة طرفا في اتفاقية الأسلحة الكيميائية.
واعترافا بهذه الإجراءات، بدأت الولايات المتحدة عملية تطبيع العلاقات مع ليبيا. وقد أنهت الولايات المتحدة انطباق قانون الجزاءات المفروضة على إيران وليبيا على ليبيا، ووقع الرئيس على مرسوم تنفيذي في 20 سبتمبر 2004 ينهي حالة الطوارئ الوطنية فيما يتعلق بليبيا وينهي الجزاءات الاقتصادية المستندة إلى قانون الصلاحيات الاقتصادية في حالات الطوارئ الدولية. وكان لهذا الإجراء تأثير على عدم إعاقة الأصول التي كانت محجوبة بموجب جزاءات الأمر التنفيذي.